# Leiodytes griseoguttatus
Leiodytes griseoguttatus är en skalbaggsart som först beskrevs av Régimbart 1893.  Leiodytes griseoguttatus ingår i släktet Leiodytes och familjen dykare. Inga underarter finns listade i Catalogue of Life.